# آب‌چکان لوله‌ای
آب‌چکان لوله‌ای (نام علمی: Oenanthe fistulosa) نام یک گونه از سرده آب‌چکان است. جنس یا سردهٔ آب‌چکان در ایران ۳ گونه گیاه آبزی دارد که معمولاً در برکه‌ها و آبگیرهای مناطق شمالی و غرب کشور می‌رویند. آب‌چکان لوله‌ای یکی از ۳ گونهٔ موجود در ایران است.